# Крюк, Борис Александрович
Бори́с Алекса́ндрович Крюк (род. 18 августа 1966, Москва) — деятель российского телевидения. С 19 мая 2001 года — ведущий, режиссёр-постановщик, автор сценария и генеральный продюсер телеигры «Что? Где? Когда?». С 13 января 1991 по 1999 год — ведущий (в паре с Аллой Волковой), с 1993 года — режиссёр-постановщик телеигры «Любовь с первого взгляда». Соавтор, с 1990 по 1993 год — режиссёр-постановщик телеигры «Брэйн-ринг». Первый заместитель генерального директора телекомпании «Игра-ТВ». Вице-президент Международной ассоциации клубов «Что? Где? Когда?». Член Академии российского телевидения.

## Биография
Родился 18 августа 1966 года в Москве.
Родители, Наталия Стеценко (род. 5 декабря 1945 года, Москва) и Александр Крюк, были одноклассниками. Поженились на третьем курсе института, развелись в 1970 году. В 1984 году Наталия Стеценко вышла замуж за Владимира Ворошилова, с которым до этого 13 лет состояла в незарегистрированных семейных отношениях. Таким образом, Борис Крюк стал пасынком Ворошилова.
С детства был свидетелем и иногда участником съёмок телевизионных программ («А ну-ка, девушки!», «А ну-ка, парни!», «Это вы можете» и др.), так как Наталия Стеценко работала в молодёжной редакции Центрального телевидения и брала сына с собой.
В 1989 году, по настоянию отца, окончил МГТУ им. Баумана по специальности «инженер-конструктор». В том же году начал работать на телевидении ассистентом режиссёра при Владимире Ворошилове, был принят в штат молодёжной редакции.

### Карьера на телевидении
Начиная работать ассистентом режиссёра, занимался организаторской деятельностью в программе «Что? Где? Когда?» и решением личных проблем Владимира Ворошилова (ремонт машины, покупка продуктов).
В январе 1990 года Ворошилов придумал телепроект «Брейн-ринг» и поручил Борису Крюку, режиссёру Николаю Востокову и его ассистенту Ирине Задворновой самостоятельно организовать программу. До 1993 года Крюк являлся режиссёром-постановщиком «Брейн-ринга».

#### «Любовь с первого взгляда»
В сентябре 1990 года компания «Совтелеэкспорт» начала сотрудничество с английской фирмой «Action Time» и пригласила Владимира Ворошилова, Наталию Стеценко и Бориса Крюка выбрать из предложенных англичанами одно игровое шоу для дальнейшей работы. Так в 1991 году на советском телевидении появилась первая лицензионная программа «Любовь с первого взгляда».
Изначально должен был стать режиссёром проекта, а Андрей Козлов — ведущим, но во время подготовки программы они поменялись местами:

Однажды на отборочном туре, когда Андрея не было, я занял его место, и Ворошилов засмеялся: «По Боре видно, насколько он в любовных делах ничего не понимает! Пусть и набирается ума-разума вместе с телезрителями». И правда, усатый Козлов выглядел мужчиной опытным, и могло показаться, что он смотрит на происходящее чуть-чуть сверху и поучает, а я в своих очках производил впечатление наивного ботаника. Так произошла рокировка.— Борис Крюк. Интервью журналу «Теленеделя»
С 13 января 1991 года по 1999 год вёл телеигру в паре с Аллой Волковой.

#### «Что? Где? Когда?»
В 1977 году в игре «Что? Где? Когда?» волчок впервые стал «выбирать» письма телезрителей, разложенные на игровом столе (до этого он «выбирал» игрока, который будет отвечать на вопрос). Автором первого вопроса игры, который «выбрал» волчок, был Борис: вопрос представлял собой шахматную задачу.
В дикторскую Борис Крюк впервые попал ещё в школьном возрасте. Учась в школе и институте, внештатно работал в программе «Что? Где? Когда?» ассистентом режиссёра, режиссёром, автором, музыкальным редактором. В течение 10 лет во время каждого прямого эфира работал в дикторской рядом с Владимиром Ворошиловым.
19 мая 2001 года провёл первую программу после смерти Ворошилова, так же, как и он, работая за кадром. Редакция скрывала личность нового ведущего как от зрителей, так и от знатоков: его голос искажали с помощью компьютера, на съёмочную площадку приезжал двоюродный брат Ворошилова Юрий Борисович, чтобы знатоки думали, что именно он ведёт игру. После того, как телезритель из Самары с помощью компьютера снял обработку голоса и определил, что программу ведёт Крюк, редакция раскрыла тайну.
Внёс изменения в формат и правила игры: упразднил систему казино и крупье, оставил денежные призы только для телезрителей, ввёл «13 сектор» (онлайн-вопрос от телезрителей). Возродил традицию приглашать телезрителей на финальную игру года.
За время ведения программы несколько раз выходил в игровой зал: впервые в 2008 году — награждая Андрея Козлова званием Магистра Игры, в другие годы — задавая авторские вопросы на финальных играх в декабре.
3 июня 2018 года состоялась 300-я по счёту игра, в которой Крюк выступил в качестве ведущего.
12 декабря 2021 года вместо Бориса Крюка игру провёл его сын — ведущий эстонской версии игры «Что? Где? Когда?» Михаил Крюк. В связи с плохим самочувствием перед игрой произошла вынужденная замена ведущего.

#### Другие проекты
- Автор и продюсер информационно-развлекательной программы «Игрушки» (31 канал, 1997—1999)[18].
- Автор и режиссёр программы «Раз — два — три» (МУЗ-ТВ, 2001—2002).
- Продюсер телевизионных проектов «Программа передач» (РТР), «Исполнение желаний, или Как потратить миллион» (РТР), «Простые вещи» («Культура»), «Суд идёт» (НТВ), «Песни XX века» (РТР), «Караоке на Арбате» (ТВЦ), «Культурная революция» («Культура»), «Жизнь прекрасна» (СТС, «Домашний»)[19].

Был в составе жюри «КВН».
С 2010 года — член Академии российского телевидения.

## Личная жизнь
- Первая жена — Инна (в браке с 1985 по 2000[источник не указан 619 дней] год)[7]. 
  - Сын Михаил (род. 1992[источник не указан 619 дней]). Экономист, окончил Эдинбургский университет[7]. Работает режиссёром-ассистентом телепрограммы «Что? Где? Когда?»[21], с сентября 2020 года ведёт эстонскую версию игры на канале ETV+[22]. 12 декабря 2021 года Михаил дебютировал в роли ведущего российской телепрограммы «Что? Где? Когда?»[17].
  - Дочь Александра (род. 1995[источник не указан 619 дней]). Окончила Лондонский университет искусств[7]. Работает редактором телепрограммы «Что? Где? Когда?» (занимается развитием проекта в социальных сетях и подготовкой вопросов для игры)[23][24].
- Вторая жена — Анна Антонюк[7] (в браке с 2000[источник не указан 619 дней] года). 
  - Дочери Александра (род. 2000[источник не указан 619 дней]) и Варвара[7] (род. 2005[источник не указан 619 дней]).

## Награды
- Медаль ордена «За заслуги перед Отечеством» II степени (5 июня 2021 года) — за большой вклад в развитие средств массовой информации и многолетнюю плодотворную деятельность[25].
- Почётная грамота Президента Российской Федерации (5 января 2025 года) — за  вклад в создание актуальных телевизионных проектов[26].